# Svinjare
Svinjare (în albaneză Svinjarë, Frashër; sârbă Свињаре, cu alfabetul latin: Svinjare) este un sat din municipiul Kosovska Mitrovica din Kosovo. Este o enclavă sârbă.
Satul a fost prima dată menționat într-un recensământ efectuat de turci în 1455, unde erau prezente 14 case deținute de sârbi. În timpul revoltelor din 2004, 150 de case ale sârbilor au fost incendiate iar trupele de menținerea păcii, KFOR, nu au protejat satul, dar i-au evacuat pe aceștia. În februarie 2005, satul a fost complet distrus de albanezii kosovari devenind un oraș fantomă.
Potrivit unor statistici efectuate de UNMIK, înainte de frământările din martie 2004  în localitate trăiau  680 de sârbi și albanezi.